# Coma (italienische Band)
Coma ist eine italienische Thrash-Metal-Band aus Cagliari, die 2002 gegründet wurde.

## Geschichte
Die Band wurde im Sommer 2002 während einer Jam-Session gegründet und bestand aus dem Sänger und Gitarristen Antonio Sanna, dem Gitarristen Emanuele Mura, dem Bassisten Fabio Sinibaldi und dem Schlagzeuger Davide Casti. Im September begannen die Arbeiten an den ersten Liedern. Parallel dazu wurde über den Bandnamen entschieden, der nach dem gleichnamigen Overkill-Song Coma lauten sollte. In den folgenden zehn Jahren änderte sich die Besetzung mehrfach, während die Band an ihrem Debütalbum schrieb. 2009 erschien ein erstes Demo, das die drei Lieder No Love (Only Hate), Last Aim und Old Man enthält. 2012 nahm die Band ihr Debütalbum auf. Im November und Dezember ging es mit Master auf Europatournee. Danach kam Daniele Manca als zweiter Gitarrist zur Besetzung. Im Januar 2013 erschien über Punishment 18 Records das Debütalbum Mindless. Der Gesang hierfür war im V-Studio und alles Weitere im bandeigenen Studio aufgenommen worden. Das Material war von Riccardo Atzeni abgemischt und von Ettore Rigotti gemastert worden. Im Lied Again sind der Forbidden-Gitarrist Craig Locicero  und in My Venom Inside und Again der Bassist Riccardo Atzeni als Gastmusiker zu hören. Beide Lieder wurden als Singles veröffentlicht, während zu ersterem auch ein Musikvideo erstellt wurde. Im selben Jahr nahm die Gruppe außerdem an den Metaldays in Slowenien teil. In ihrer Karriere spielte die Band bisher unter anderem mit Testament, Brujeria, Mnemic, Gama Bomb, Pino Scotto, Extrema und Destrage.

## Stil
In der Bandbiografie auf comathrash.com werden Thrash-Metal-Bands der 1980er und 1990er Jahre wie Metallica, Anthrax, Overkill, Testament, Slayer und Forbidden als Einflüsse angegeben. Marcel Rapp von Powermetal.de schrieb in seiner Rezension, dass das Debütalbum mit schnellen Riffs und Doublebass beginne. Insgesamt orientiere sich die Gruppe an Thrash Metal aus der San Francisco Bay Area und Deutschland. Der Song Again sei durch Groove geprägt, während No Love… technisch anspruchsvoll und My Venom Inside sowie Under Attack recht schnell seien. In letzterem Lied seien Einflüsse von Mille Petrozza hörbar. Auch Walter von metal.de bezeichnete die Musik als Mix aus Bay-Area-Thrash-Metal im Stil von Exodus, Forbidden und frühen Metallica und deutschen Bands des Genres wie frühen Kreator und Destruction. Again sei durch Groove geprägt und weise Gemeinsamkeiten mit der Band Overkill auf. Auch mache die Gruppe in ihren Liedern von Tempowechseln Gebrauch.

## Diskografie
- 2009: Coma (Demo, Rockstars Agency)
- 2013: Mindless (Album, Punishment 18 Records)